# Diada de l'alfabet coreà
El dia del Hangul, també anomenat Dia de la proclamació del Hangul o Diada de l'alfabet coreà, és una diada nacional de Corea que commemora la invenció i proclamació, per part del rei Sejong el Gran, del Hangul, l'alfabet nadiu i propi del Coreà. Se celebra el dia 9 d'octubre a Corea del Sud i el 15 de gener a Corea del Nord.
Segons la Crònica del rei Sejong, aquest rei va proclamar la publicació del Hunmin Jeongeum, document que introduïa l'alfabet recentment creat i que en un principi va ser conegut amb aquest mateix nom. La proclamació es va produir el novè mes del calendari lunar de 1446. El 1926, la Societat Hangul va celebrar el vuitè sexagèssim (és a dir, el 480) anniversari de la declaració del Hangul l'últim dia del novè mes del calendari lunar, que correspon al 4 de novembre del Calendari gregorià. Membres de la Societat van declarar que era la primera vegada que s'obserbava el "Gagyanal(가갸날)". Aquest nom prové de "Gagyageul(가갸글)", un nom antic per al Hangul, basat en un recitació mnemotècnica que començava amb les paraules "gagya geogyeo(가갸거겨)". El nom de la diada commemorativa va canviar a "Hangullal" el 1928, poc després que el terme "Hangul" creat originalment el 1913 per Ju Si-gyeong fos acceptat per tothom com a nom modern per a l'alfabet. La diada va ser celebrada d'acord amb el calendari lunar.
El 1931, la diada es va traslladar al 29 d'octubre del calendari gregorià. El 1934 va sortir la idea que s'havia d'adoptar el calendari julià que era el que s'usava el 1446, per això la diada va ser traslladada al 28 d'octubre.

Hunmin Jeongeum

El descobriment el 1940 d'una còpia original del Hunmin Jeongeum Haerye, un volum de comentaris del Hunmin Jeongeum, aparegut poc després del document que comentava, revelava que el Hunmin Jeongeum va ser anunciat durant els primers deu dies (sangsun; 상순; 上旬) del novè mes. El desè dia del novè més de 1446 del calendari lunar és equivalent al 9 d'octubre de 1446 en el calendari julià. Després de l'establiment del govern de Corea del Sud el 1945, el dia de la diada del Hangul, el 9 d'octubre, va ser declarat dia de festa, dia no laborable en el qual els funcionaris tenien festa.
Aquest estatus legal va ser modificat el 1991 degut a les pressions de la patronal Chaebol que volia que s'incrementessin el nombre de dies laborables, juntament amb el desig d'introduir a Corea la Diada de les Nacions Unides. Malgrat això, la diada del Hangul Day encara es considera un dia de commemoració nacional. La Societat Hangul ha fet companyes per restablir la diada com a dia no laborable però no ha tingut gaire èxit.
Corea del Nord celebra l'equivalent Dia del Chosŭn'gŭl el 15 de gener commemorant el dia de 1444 (1443 en el calendari lunar), en què se situa la creació de l'actual Hunmin Jeongeum.
Alguns lingüistes nord-americans i alemanys, fins i tot James D. McCawley, celebren aquesta diada cada any en reconeixement de la creació de l'alfabet coreà com un esdeveniment lingüístic d'una importància global.